# Самургашев, Вартерес Вартересович
Вартерес Вартересович Самургашев (род. 13 сентября 1979, Ростов-на-Дону, СССР) — российский борец греко-римского стиля, шестикратный чемпион России (1998—2000, 2002, 2004, 2006), двукратный чемпион Европы (2000, 2006), двукратный чемпион мира (2002, 2005), чемпион Олимпийских игр (2000). Заслуженный мастер спорта России (2000). Кавалер ордена Почёта (2001) и награжден медалью ордена За заслуги перед Отечеством II степени (2006).

## Биография
Вартерес Самургашев родился 13 сентября 1979 года в Ростове-на-Дону в армянской семье. Начал заниматься греко-римской борьбой в возрасте семи лет под руководством Сурена Казарова. С 1995 года с ним работал Сергей Забейворота. В конце 1990-х годов входил в состав юниорской сборной России, становился чемпионом Европы (1998) и чемпионом мира (1999) среди юниоров. В 1998 году впервые выиграл взрослый чемпионат России и начал привлекаться в национальную сборную России.
Первых крупных успехов на взрослом международном уровне добился в 2000 году. После победы на чемпионате Европы в Москве был включён в состав сборной России на Олимпийских играх в Сиднее. По ходу олимпийского турнира победил действующего олимпийского чемпиона Влодзимежа Завадского (Польша), чемпиона мира и Европы Шерефа Эроглу (Турция), обладателя Кубка мира Кевина Брэкена (США), двукратного призёра чемпионата Европы Акакия Чачуа (Грузия). В финале выиграл у действующего олимпийского вице-чемпиона Хуана Луиса Марена (Куба) и завоевал звание чемпиона Олимпийских игр.
После этого успеха Самургашев решил перейти из лёгкого в средний вес. В 2002 году в новой для себя весовой категории стал серебряным призёром чемпионата Европы и чемпионом мира. На Олимпийских играх в Афинах выиграл три схватки у соперников из Швеции, Украины и Германии, но в полуфинале неожиданно проиграл относительно менее известному и титулованному Александру Доктуришвили, представлявшему Узбекистан. Победа в схватке за третье место над Рето Бушером (Швейцария) позволила стать бронзовым призёром, однако в дальнейшем сам Самургашев называл этот результат самой обидной неудачей в своей спортивной карьере и объяснял её некоторой недооценкой соперника и преждевременной мысленной нацеленностью на финальный поединок.
На протяжении следующего олимпийского цикла Самургашев оставался одним из ведущих борцов средней весовой категории. В 2005 году он выиграл чемпионат мира в Будапеште, в 2006 году — чемпионат Европы в Москве. В 2008 году на Олимпийских играх в Пекине в двух первых схватках победил соперников из Дании и Азербайджана, однако в четвертьфинале проиграл венгерскому борцу Петеру Бачи. В дальнейшем этот четвертьфинальный поединок стал предметом тщательных разбирательств, так как по его ходу в одном из спорных эпизодов судьи приняли решение о начислении трёх очков Самургашеву, однако после вмешательства вице-президента Международной федерации объединённых стилей борьбы (ФИЛА) Марио Салетнига отменили своё решение. Российская сторона пыталась опротестовать действия Салетнига как противоречащие регламенту. В 2009 году Спортивный арбитражный суд в Лозанне признал их неправомочными, однако результат схватки пересмотрен не был.
Самургашев планировал полноценно провести и весь следующий олимпийский цикл, однако в июне 2009 года на чемпионате России в Краснодаре во время выполнения наката, получил двойной перелом челюсти со смещением и был госпитализирован в реанимацию. В дальнейшем ему удалось восстановиться после этой травмы, однако он уже не смог выйти на прежний уровень результатов. В 2012 году официально объявил о завершении своей спортивной карьеры.
В сентябре 2012 года Самургашев возглавил Федерацию спортивной борьбы Ростовской области. В сентябре 2013 года избран депутатом Законодательного собрания Ростовской области.

## Семья
Старшие братья Вартереса Самургашева также серьёзно занимались греко-римской борьбой. Один из них Рафаэль Самургашев (род. 1963) становился бронзовым призёром чемпионата СССР (1989), был участником Олимпийских игр (2000) в составе сборной Армении. Есть племянник Рафаэль Самургашев.
В 2009 году Вартерес женился. Имеет пятерых детей (Альберт 2009 г. р., близнецы Сурен и Семён 2011 г. р., Рафаэль 2014 г. р., Сабина 2019 г.р.).

## Образование
Окончил Ростовский государственный экономический университет (2001) и Кубанскую государственную академию физической культуры (2005).

## Признание заслуг
В сентябре 2012 года Вартерес Самургашев был награждён Золотой медалью Министерства спорта Армении. В 2014 году ему было присвоено звание «Почётный гражданин города Ростова-на-Дону».

Памятник Вартересу Самургашеву в Ростове-на-Дону

В июле 2004 года в Ростове-на-Дону был установлен бронзовый памятник, который представляет собой фигуру борца. На постаменте, сделанном в  форме чаши олимпийского огня, нанесена надпись: «Вартерес Самургашев – первый донской олимпийский чемпион по греко-римской борьбе».
В городе Аксае Ростовской области (ещё при жизни) его именем названа улица в группе улиц, наименованных в честь выдающихся спортсменов.